# 小花月见草
小花月见草（学名：Oenothera parviflora），为柳叶菜科月见草属下的一个植物种。其种加词“parviflora”意为“小花的”。